# Lukaskirche (Wörsdorf)

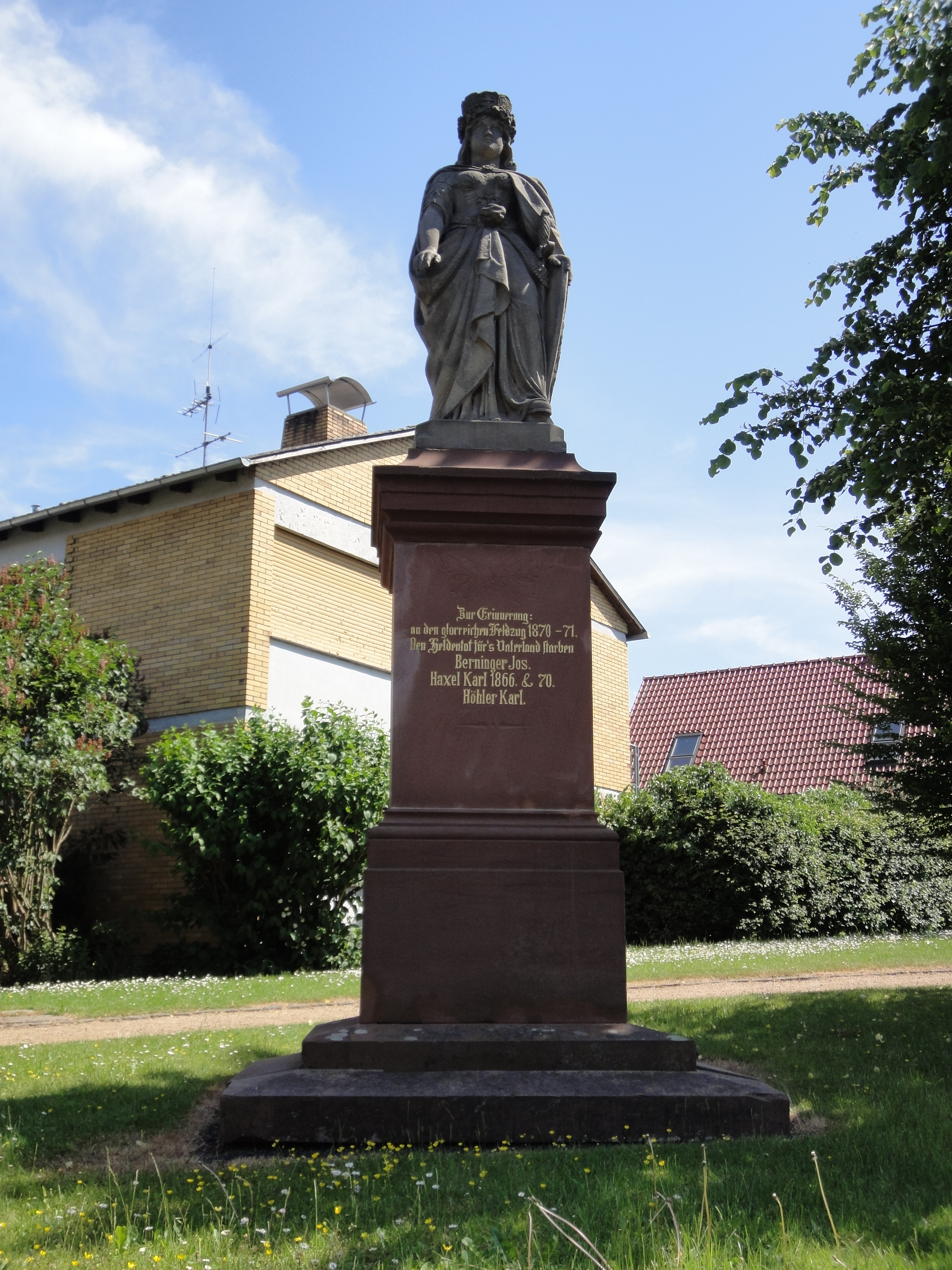
Das Gefallenendenkmal für die Toten des Deutsch-Französischen Kriegs

Die Lukaskirche im Zentrum (Blinde Gasse 2) des Idsteiner Ortsteils Wörsdorf ist die Kirche der örtlichen evangelischen Gemeinde. Sie wurde in den Jahren 1736/37, während der Regierungszeit von Fürst Carl von Nassau-Usingen, anstelle eines abgebrochenen, mittelalterlichen Vorgängerbaus errichtet.

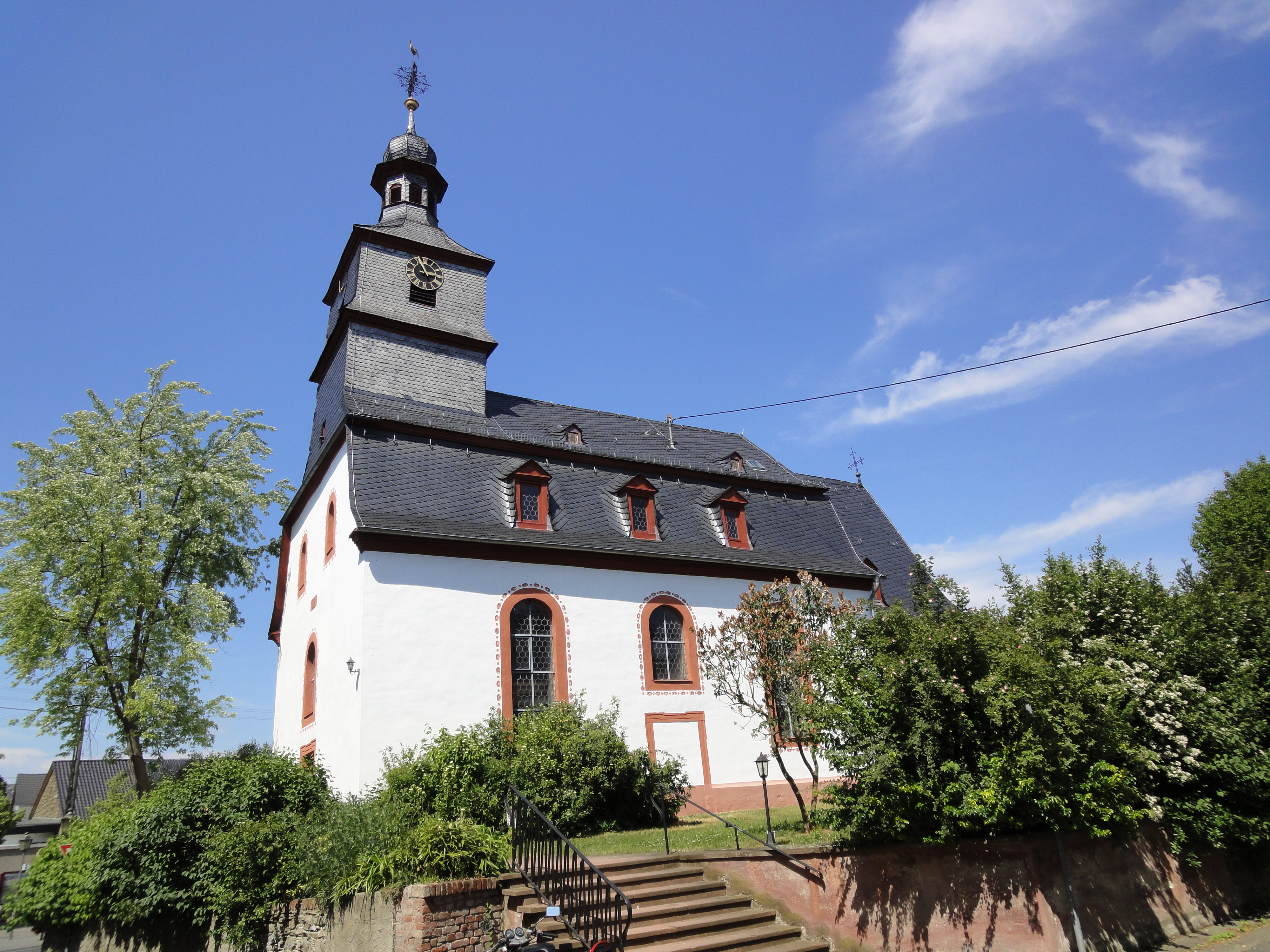
Die Lukaskirche

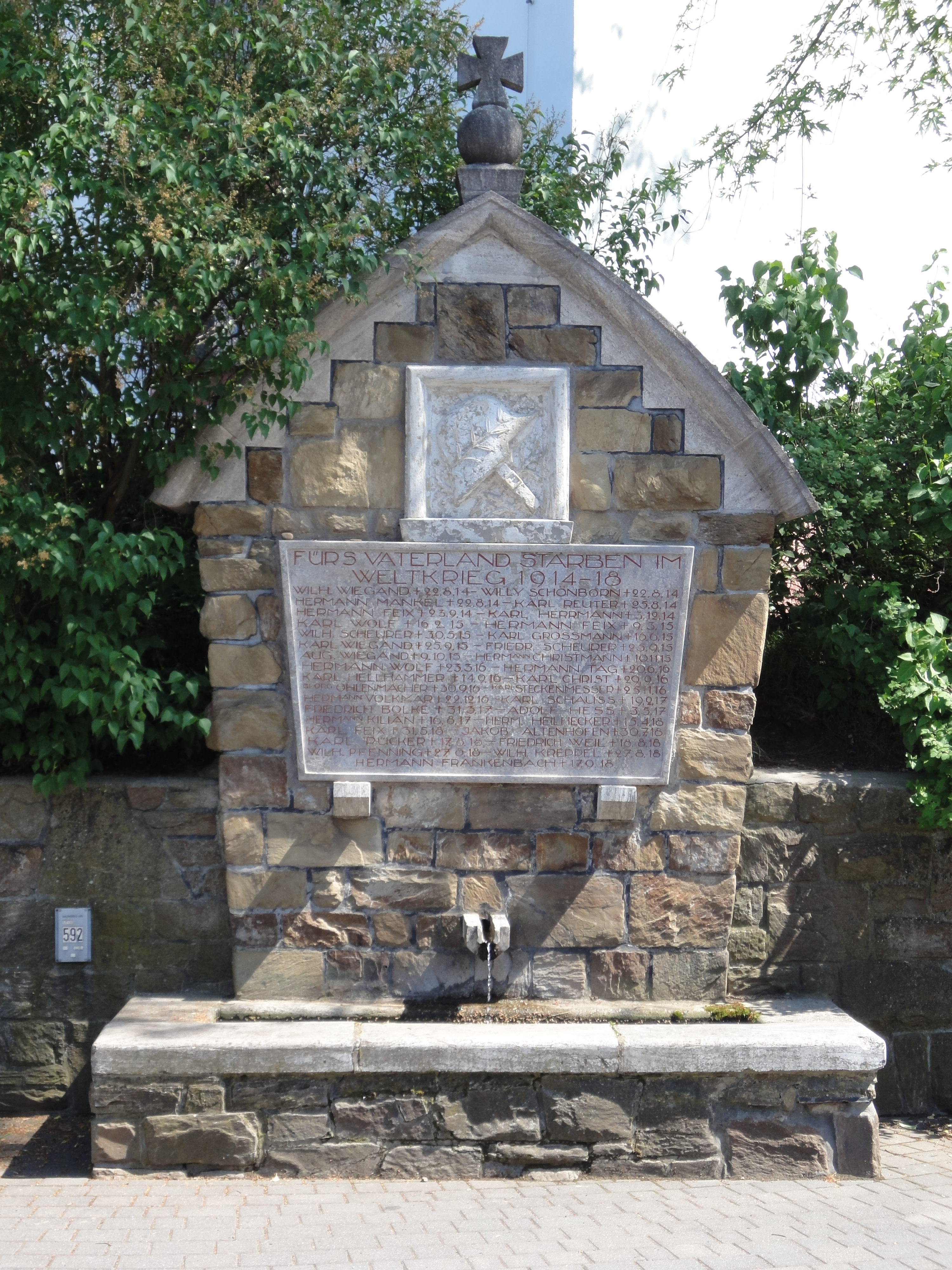
Das Gefallenendenkmal für die Toten des Ersten Weltkriegs

Es handelt sich um einen Saalbau mit einem Mansarddach und einem Giebelturm, der wiederum eine Haubenlaterne aufweist. Der kleine Chor ist dreiseitig geschlossen.
Auf den Außenanlagen finden sich die Gefallenendenkmale für den Ersten Weltkrieg und den Deutsch-Französischen Krieg.

## Die Orgel
Die Orgel  von der Orgelbaufirma Oberlinger aus Windesheim bei Bad Kreuznach stammt aus dem Jahre 1965. Beim Bau dieser Orgel wurden Teile der 1876 von den Gebrüdern Voigt, Igstadt hergestellten Orgel erneut verwendet, die schon die Originalorgel von 1739 ersetzt hatte.
Sie besteht aus 23 Registern, zwei Manualen und einem dreißigtönigen Pedal. Ein Register dient zur Steuerung des Tremulanten. Zudem verfügt die Orgel über drei Koppel (I-II, I-P, II-P). Die Traktur der Orgel ist durchgehend mechanisch. Sie weist ca. 1500 Pfeifen auf.